# ジローラモ・ダ・トレヴィーゾ
ジローラモ・ダ・トレヴィーゾ（Girolamo da Treviso、1508年 – 1544年9月10日)はイタリア生まれの彫刻家、画家である。トレヴィーゾ生まれの別の画家、ジローラモ・ダ・トレヴィーゾ・イル・ヴェッキオ(Girolamo da Treviso il Vecchio: 1451–1497)と区別するために、ジローラモ・ダ・トレヴィーゾ・イル・ジョーヴァネ(Girolamo da Treviso il Giovane)とも呼ばれる。Girolamo Trevigiと呼ばれることもある。軍事技術者としてイギリスのヘンリー8世に仕え、ヘンリー8世がブローニュを攻めた戦いで戦死したと伝えられる。画家としては宗教画や神話を題材にした絵を描いた。

## 略歴
現在のヴェネト州のトレヴィーゾで生まれた。トレヴィーゾの画家、ピエール・マリア・ペンナッチ(Pier Maria Pennacchi: 1464-1515より前) の弟子であったと推定されてきたが、後の研究では疑問が持たれている 。はじめヴェネツィアで働き、木版画が残されている。その後ボローニャに移りサン・ペトローニオ聖堂(Basilica di San Petronio)の装飾画や装飾彫刻を制作した。短期間ジェノヴァで働いた後、1528年にボローニャに戻り、ボローニャの教会(chiesa di San Domenico)の宗教画を描いた。初期の絵画のスタイルはヴェネツィアの画家、ジョルジョーネ(1477年/1478年頃-1510年)との関連が見られるとされ、1520年代にボローニャで描かれた作品にはラファエロの作品の影響が見られるとされる。
その後、ジェノヴァ、ファエンツァ、トレントなどで働き、マントヴァのパラッツォ・デル・テでも働いたとされる。
1538年までにはイギリスのヘンリー8世に仕え、軍事技術者としても働いていたとされる。1542年から始まった第五次イタリア戦争でフランスに侵攻した軍に従軍し、ブローニュ＝シュル＝メールの包囲戦で、敵の大砲の砲撃で亡くなったと伝えられる。

## 作品

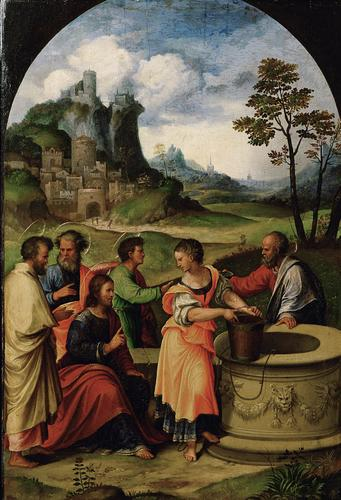
サマリアの井戸のキリスト 美術史美術館蔵
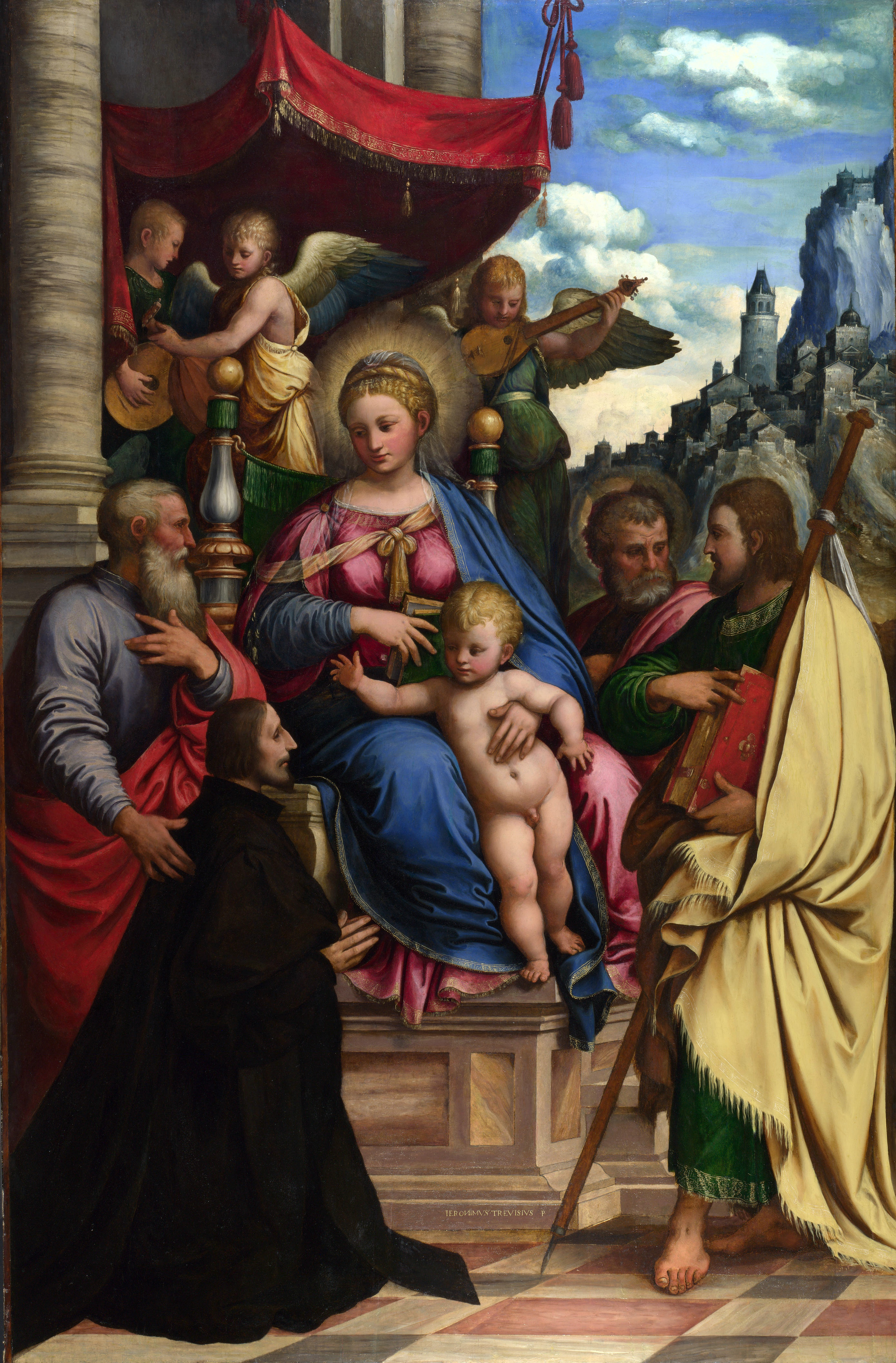
天使や聖人、寄進者と聖母子
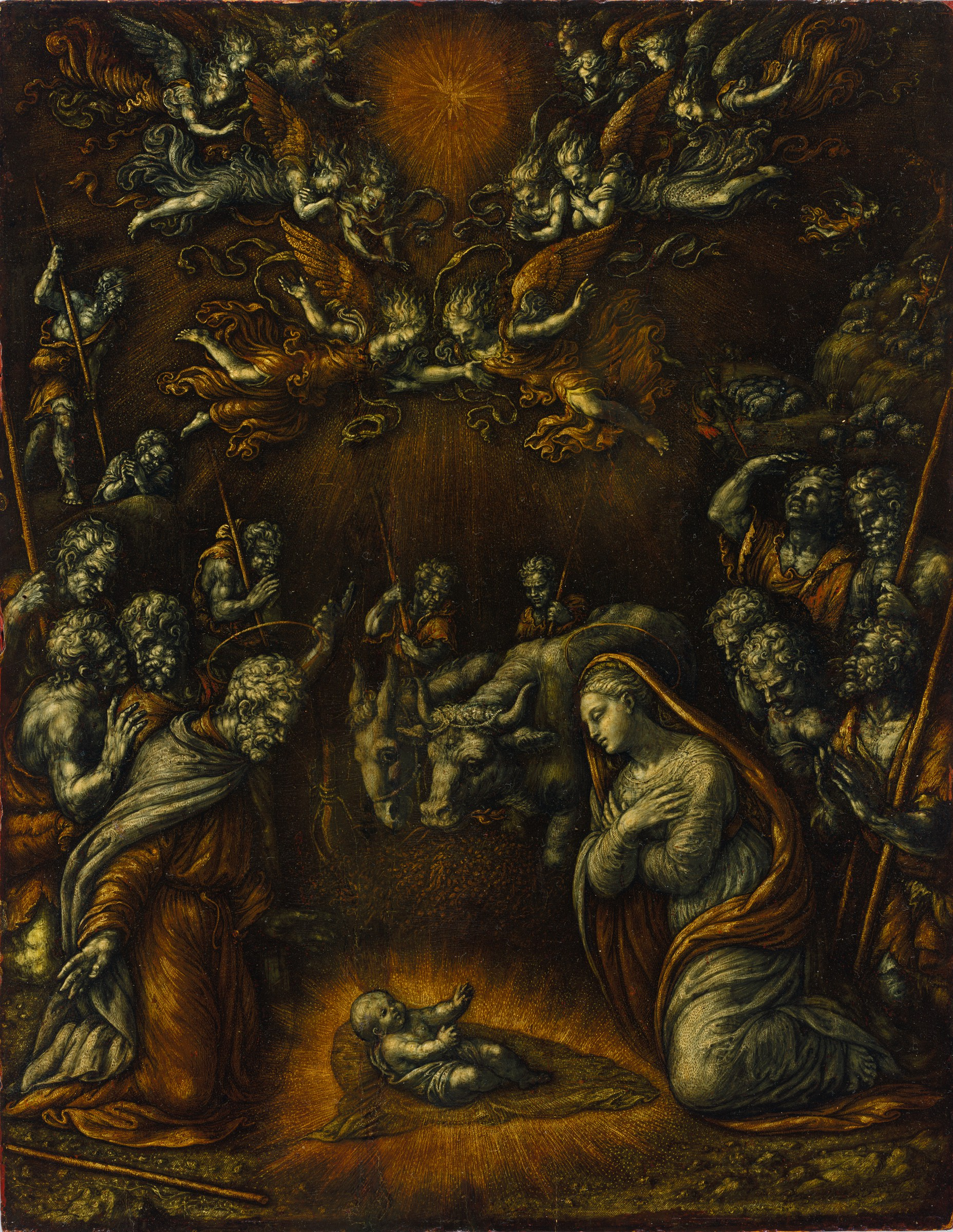
Adoration
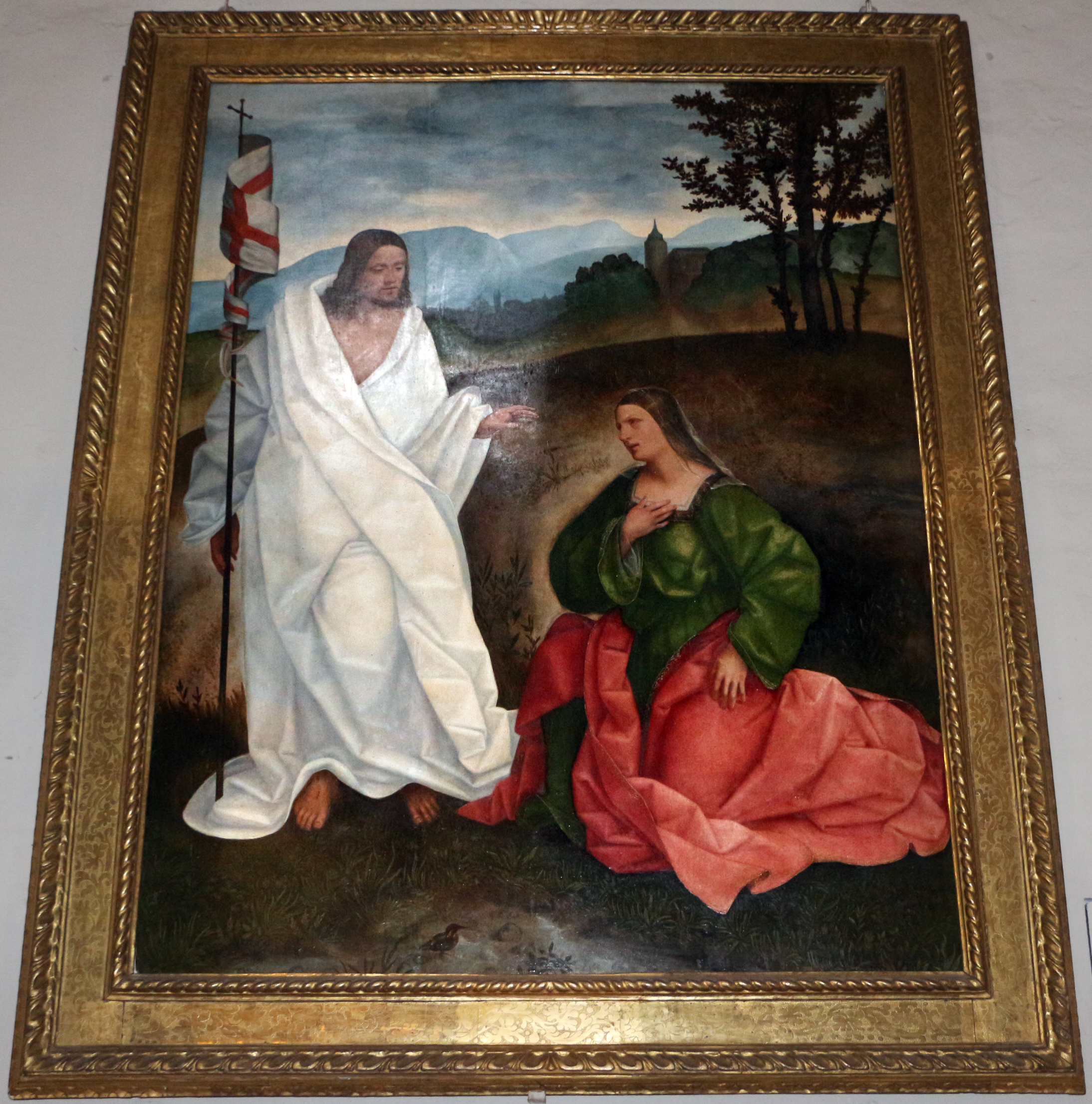
ノリ・メ・タンゲレ

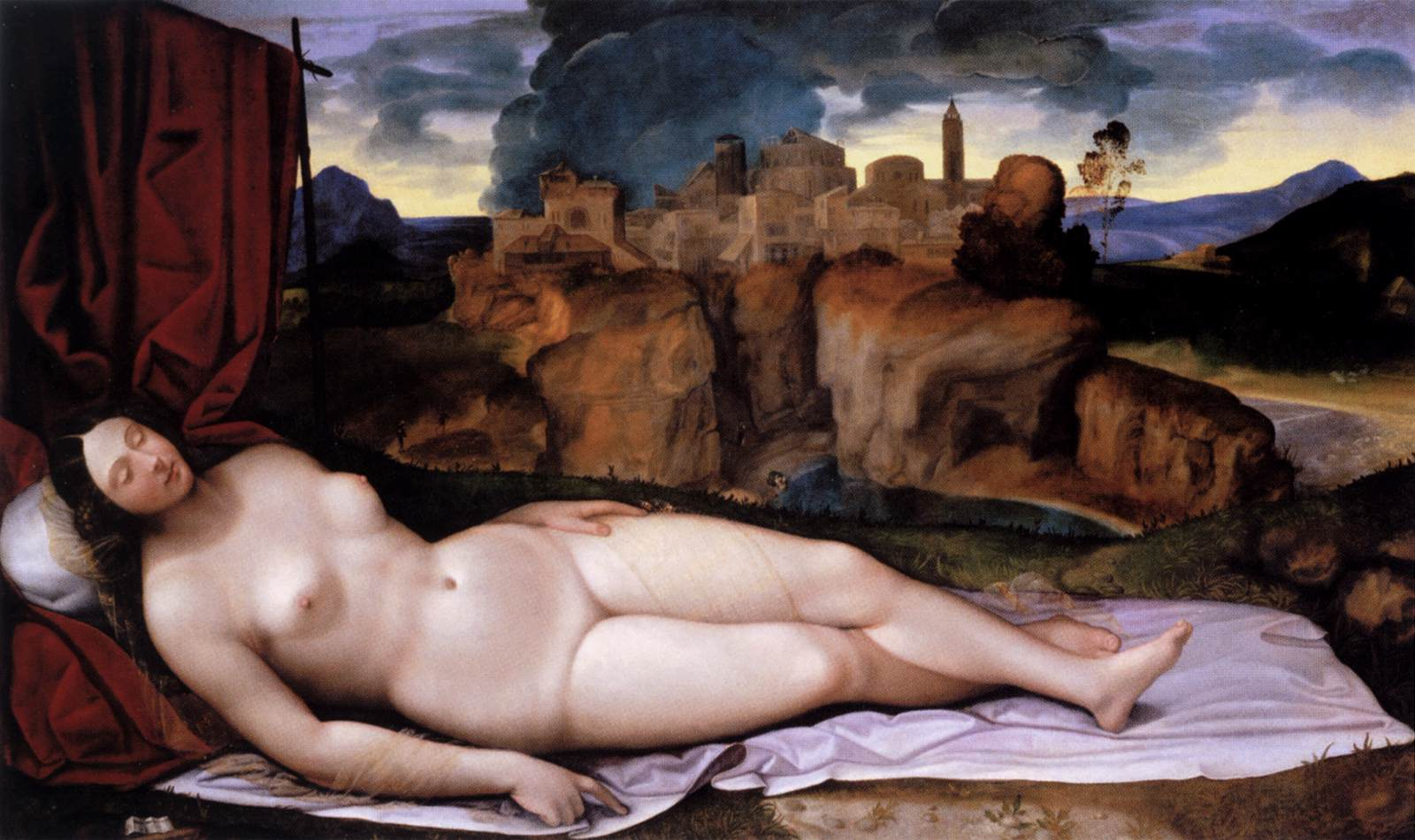
眠るヴィーナス ボルゲーゼ美術館蔵
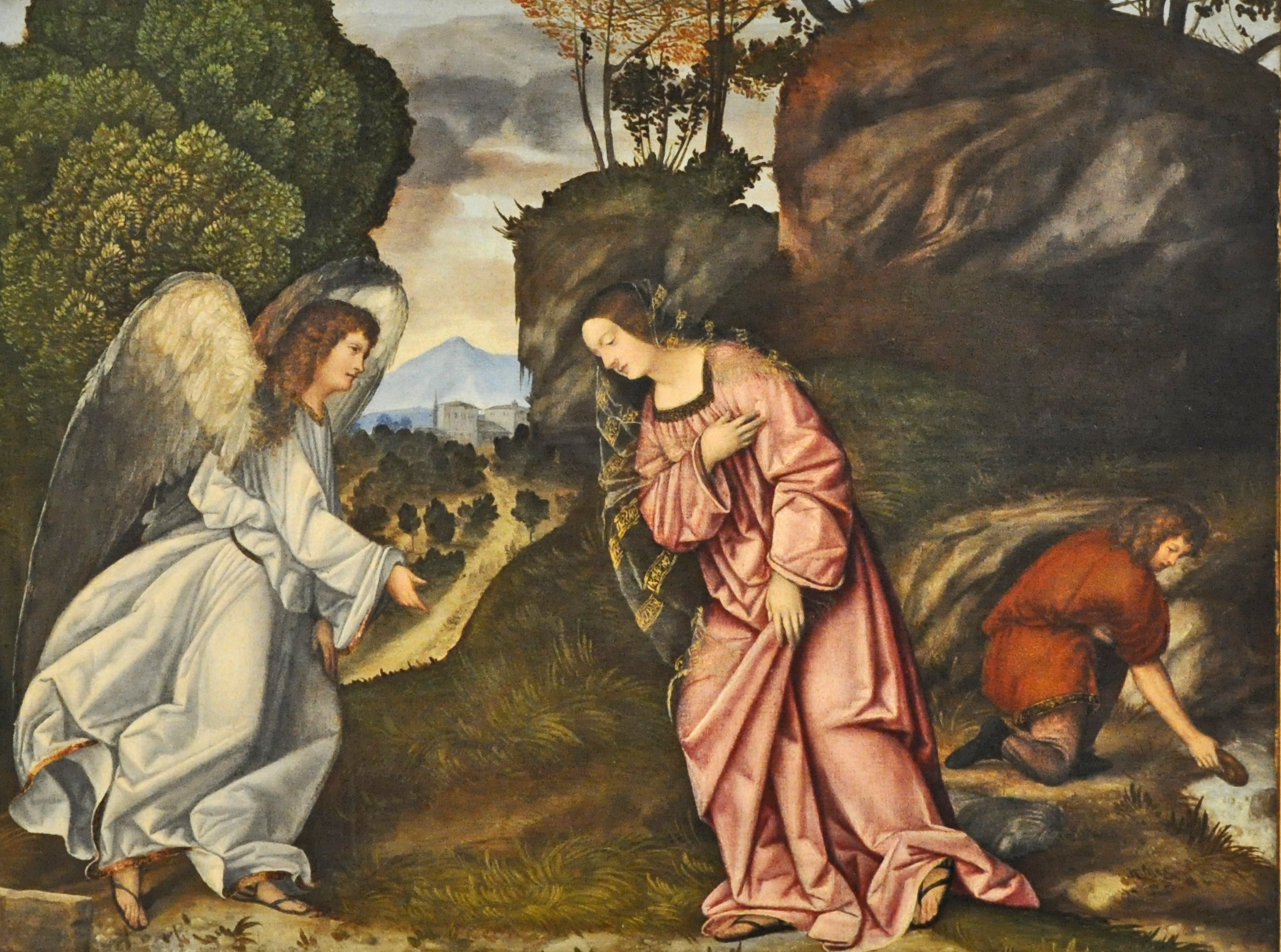
ハガルと天使 ルーアン美術館蔵
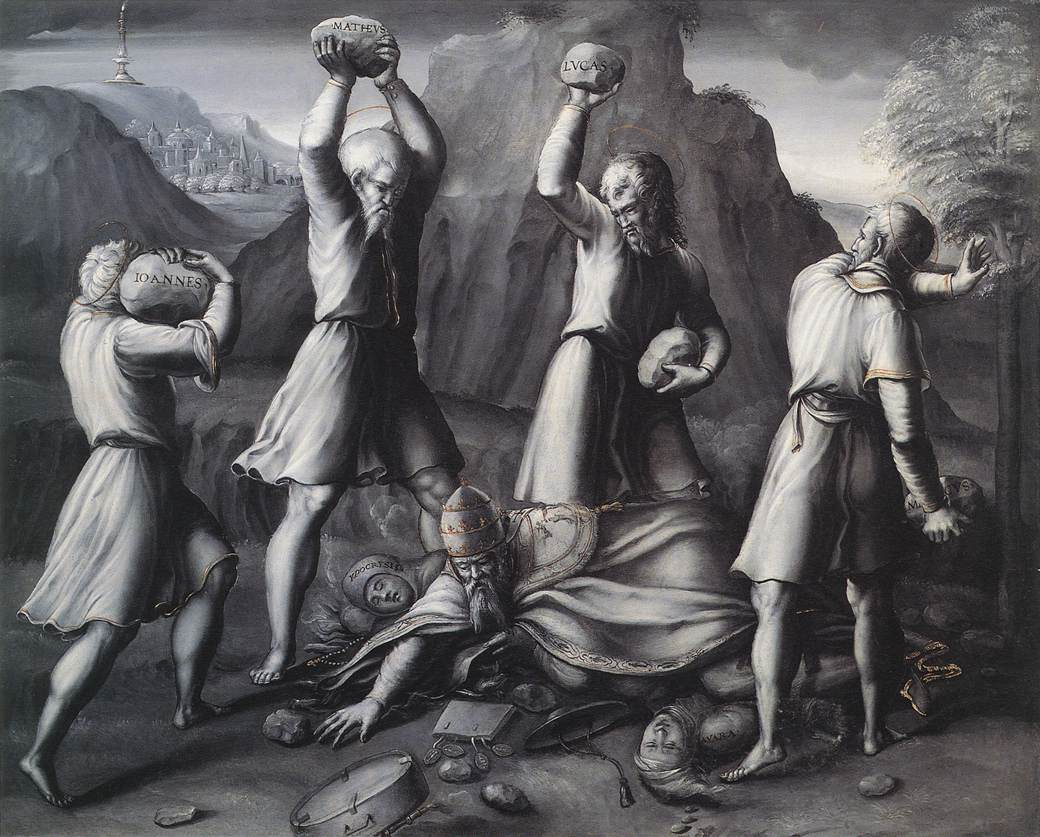
貪欲と偽善とともに教皇を石打ちにする4人のプロテスタント